# Jekimowskaja (rejon charowski)
Jekimowskaja (ros. Екимовская) – wieś w Rosji, w rejonie charowskim obwodu wołogodzkiego. W 2021 r. była niezamieszkana.